# Michael Shub

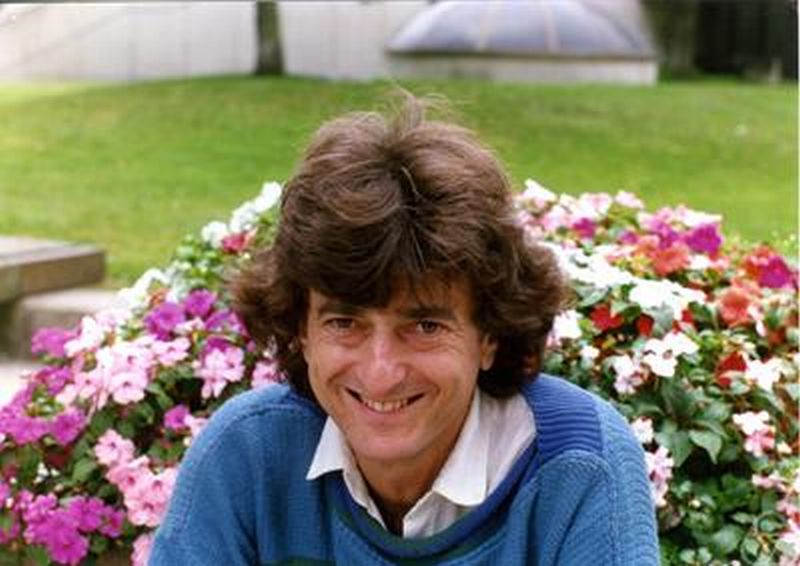
Michael Shub, Berkeley 1990

Michael Ira Shub (* 17. August 1943 in Brooklyn) ist ein US-amerikanischer Mathematiker.

## Leben
Shub studierte am Columbia College mit dem Bachelorabschluss 1964 und an der University of California, Berkeley, an der er 1966 seinen Masterabschluss machte und 1967 bei Stephen Smale promoviert wurde (Endomorphisms of compact differentiable manifolds). 1967 wurde er Lecturer und dann Assistant Professor an der Brandeis University und 1971 wurde er Assistant Professor und 1973 Associate Professor an der University of California, Santa Cruz. Ab 1973 war er Associate Professor und ab 1975 Professor am Queens College der City University of New York, was er bis 1986 blieb, als er Mitglied des Thomas J. Watson Research Center von IBM wurde. Er ist seit 2004 Professor an der University of Toronto.
Er befasst sich mit Dynamischen Systemen (wobei er u. a. mit Charles C. Pugh, Stephen Smale, Morris Hirsch zusammenarbeitete), Chaostheorie und Komplexitätstheorie in der Analysis (wobei er mit Lenore Blum und Smale zusammenarbeitete).
1972 bis 1974 war er Sloan Fellow. Er ist Fellow der American Mathematical Society. 2006 war er Invited Speaker auf dem Internationalen Mathematikerkongress in Madrid (Ordinary differential equations and dynamical systems). 2000 wurde er Fellow der American Association for the Advancement of Science.

## Schriften
- mit Morris W. Hirsch, Charles C. Pugh: Invariant Manifolds. In: Bulletin of the American Mathematical Society. Band 76, Nr. 5, 1970, S. 1015–1019, doi:10.1090/S0002-9904-1970-12537-X.
- mit Charles Pugh: The Ω-Stability Theorem for Flows. In: Inventiones Mathematicae. Band 11, Nr. 2, 1970, S. 150–158, (Digitalisat).
- Structurally Stable Diffeomorphisms are Dense. In: Bulletin of the American Mathematical Society. Band 78, Nr. 5, 1972, S. 817–818, doi:10.1090/S0002-9904-1972-13047-7.
- mit Charles Pugh: Ergodicity of Anosov Actions. In: Inventiones Mathematicae. Band 15, Nr. 1, 1972, S. 1–23, (Digitalisat).
- mit Stephen Smale: Beyond hyperbolicity. In: Annals of Mathematics. Band 96, Nr. 3, 1972, S. 587–591, JSTOR:1970826.
- mit Charles Pugh: Axiom A Actions. In: Inventiones Mathematicae. Band 29, Nr. 1, 1974, S. 7–38, (Digitalisat).
- mit Zbigniew Nitecki: Filtrations, decompositions and explosions. In: American Journal of Mathematics. Band 97, Nr. 4, 1975, S. 1029–1047, JSTOR:2373686.
- mit Dennis Sullivan: Homology Theory and Dynamical Systems. In: Topology. Band 14, Nr. 2, 1975, S. 109–132, doi:10.1016/0040-9383(75)90022-1.
- mit Morris W. Hirsch, Charles C. Pugh Invariant Manifolds (= Lecture Notes in Mathematics. 583). Springer, Berlin u. a. 1977, ISBN 3-540-08148-8.
- mit Lenore Blum, Steve Smale: On a Theory of Computation and Complexity over the Real Numbers: {\displaystyle NP}-Completeness, Recursive Functions and Universal Machines. In: Bulletin of the American Mathematical Society. New Series, Band 21, Nr. 1, 1989, S. 1–46, doi:10.1090/S0273-0979-1989-15750-9.
- mit Matthew Grayson, Charles Pugh: Stably ergodic diffeomorphisms. In: Annals of Mathematics. Band 140, Nr. 2, 1994, S. 295–329, JSTOR:2118602.
- mit Lenore Blum, Felipe Cucker, Steve Smale: Complexity and real computation. Springer, New York NY u. a. 1997, ISBN 0-387-98281-7.